# Laupala
Laupala is een geslacht van rechtvleugeligen uit de familie krekels (Gryllidae). De wetenschappelijke naam van dit geslacht is voor het eerst geldig gepubliceerd in 1994 door Otte.

## Soorten
Het geslacht Laupala omvat de volgende soorten:
- Laupala cerasina Otte, 1994
- Laupala eukolea Otte, 1994
- Laupala eupacifica Otte, 1994
- Laupala fugax Otte, 1994
- Laupala hapapa Otte, 1994
- Laupala hualalai Otte, 1994
- Laupala kai Otte, 1994
- Laupala kanaele Otte, 1994
- Laupala kauaiensis Otte, 1994
- Laupala kohalensis Otte, 1994
- Laupala kokeensis Otte, 1994
- Laupala kolea Otte, 1994
- Laupala koloa Otte, 1994
- Laupala kona Otte, 1994
- Laupala lanaiensis Otte, 1994
- Laupala makaio Shaw, 2000
- Laupala makaweli Otte, 1994
- Laupala media Otte, 1994
- Laupala mediaspisa Otte, 1994
- Laupala melewiki Shaw, 2000
- Laupala molokaiensis Otte, 1994
- Laupala neospisa Otte, 1994
- Laupala nigra Otte, 1994
- Laupala nui Otte, 1994
- Laupala oahuensis Otte, 1994
- Laupala olohena Otte, 1994
- Laupala pacifica Otte, 1994
- Laupala paranigra Otte, 1994
- Laupala parapacifica Otte, 1994
- Laupala paraprosea Otte, 1994
- Laupala prosea Otte, 1994
- Laupala pruna Otte, 1994
- Laupala spisa Otte, 1994
- Laupala tantalis Otte, 1994
- Laupala vespertina Otte, 1994
- Laupala waikemoi Otte, 1994
- Laupala wailua Otte, 1994